# Garching bei München

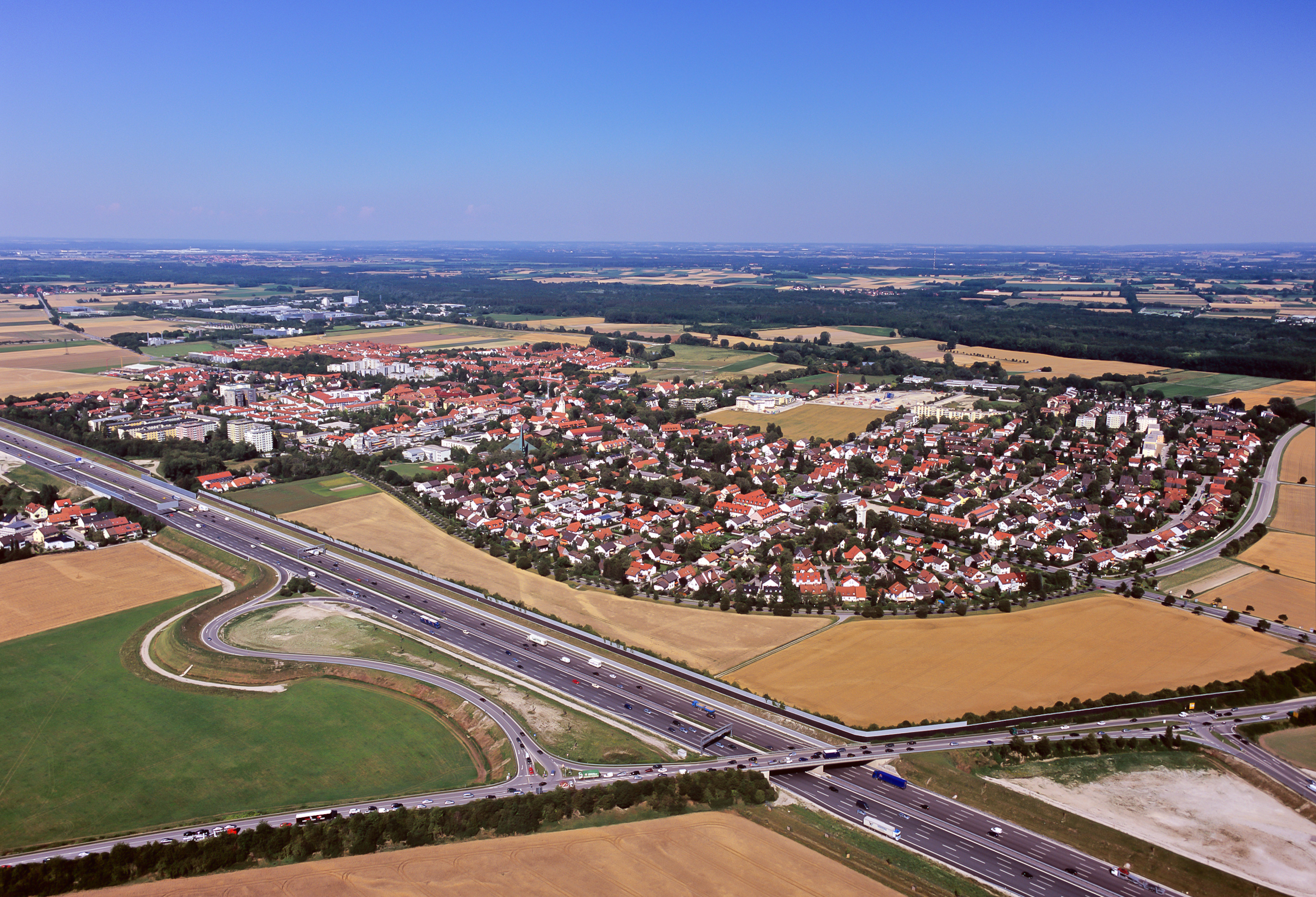
Luftbild der Stadt Garching mit der Bundesautobahn 9 im Bildvordergrund. Das Forschungsgelände ist im Hintergrund erkennbar, die Stadtteile Hochbrück und Dirnismaning sind auf dem Bild nicht zu sehen.

Garching bei München (amtlich: Garching b.München) ist eine Stadt im Norden des oberbayerischen Landkreises München. Sie grenzt im Süden an die bayerische Landeshauptstadt München, im Norden an die Gemeinde Eching im Landkreis Freising, im Westen an die Gemeinde Oberschleißheim und im Osten entlang der Isar an die Gemeinde Ismaning (beide Landkreis München). Die Stadt ist insbesondere durch ihr Hochschul- und Forschungszentrum mit vielen universitären und außeruniversitären Forschungseinrichtungen international bekannt geworden.

## Geographie

### Stadtgliederung
Garching hat drei amtliche Gemeindeteile: Den Hauptort Garching bei München, das südlich davon gelegene Dorf Dirnismaning mit rund 150 Einwohnern und die im Westen gelegene Siedlung Hochbrück mit 2200 Einwohnern und einem großen Industriegebiet. Der Forschungscampus Garching im Nordosten liegt im Gemeindeteil Garching.

### Natur
Folgende Schutzgebiete berühren das Stadtgebiet:
- Naturschutzgebiet Mallertshofer Holz mit Heiden (NSG-00501.01)
- Naturschutzgebiet Südliche Fröttmaninger Heide (NSG-00750.01)
- Landschaftsschutzgebiet LSG Münchner Norden im Bereich der Gemeinden Garching bei München, Ober- und Unterschleißheim (LSG-00436.01)
- Landschaftsschutzgebiet Verordnung des Bezirks Oberbayern über den Schutz von Landschaftsteilen entlang der Isar in den Landkreisen Bad-Tölz-Wolfratshausen, München, Freising und Erding als LSG (LSG-00384.01)
- Fauna-Flora-Habitat-Gebiet Heideflächen und Lohwälder nördlich von München (7735-371)
- Fauna-Flora-Habitat-Gebiet Isarauen von Unterföhring bis Landshut (7537-301), dazu gehören Teile des Naturwaldes Auwälder an der mittleren Isar.[5]

## Geschichte

### Vorgeschichte
Die Reste einer Bajuwarensiedlung aus dem 6./7. Jahrhundert wurden im Oktober 2006 bei Bauarbeiten entdeckt. Bei anschließenden Grabungsarbeiten am Mühlfeldweg im Südosten von Garching wurden auch Keramikscherben aus der Latènezeit gefunden und in etwa auf das Jahr 500 vor Christus datiert. Unabhängig davon wurde bei Bauarbeiten im Norden von Garching ein Gräberfeld aus der mittleren Bronzezeit freigelegt, das etwa 1600 vor Christus entstand.

### Bis zur Gemeindegründung
Die erste urkundliche Erwähnung als Gouvirihhinga stammt jedenfalls aus dem Jahre 915 und findet sich in den Besitzurkunden des Klosters Tegernsee. Der Ortsname wird traditionell auf den belegten Personennamen Gawirich zurückgeführt, allerdings kommt auch dessen wörtliche Übersetzung ‚reich an Auen‘ (gawi-rich) in Frage.
Als 1180 Heinrich der Löwe durch Barbarossa gestürzt wurde, wurde Garching Herzogsgut der Wittelsbacher. Nach der Teilung des Herzogtums nach dem Tod von Herzog Otto II. kam das Kastenamt Kranzberg mit Garching 1255 zu Niederbayern unter Herzog Heinrich XIII.
Im 15. Jahrhundert wird Garching als Hofmark mit Sonderrechten die dörfliche Selbstverwaltung betreffend aufgeführt: „Artikel des allten Herkhomens des Dorfs Garching, darauf es gefreit ist“. Nach der Wiedervereinigung von Ober- und Niederbayern 1505 unter Herzog Albrecht IV. zählte das Schergenamt Garching zum Rentmeisteramt München. Beim Bau des Schleißheimer Kanals 1688/89 unter Kurfürst Max Emanuel musste eine hoch gewölbte Brücke für die Ingolstädter Landstraße (die heutige B 13) gebaut werden, unter der die Boote mit Baumaterial für das Neue Schloss und später die höfischen Gondeln passieren konnten. Von dieser Brücke leitet der Stadtteil Hochbrück seinen Namen her.
1799 bestätigte Kurfürst Maximilian IV. Joseph letztmals unter Hinweis auf bevorstehende Reformen die Garchinger Sonderrechte. Die heutige politische Gemeinde entstand mit dem Gemeindeedikt von 1818.

### Neuzeit
Das ländlich geprägte Garching war Teil des 1803 gegründeten Landgerichts München und gehörte ab 1854 zum Landgericht München links der Isar, aus dem 1862 infolge der Trennung von Justiz und Verwaltung das Bezirksamt München hervorging. Seit der Umbenennung der bayerischen Bezirksämter zum 1. Januar 1939 gehört die Gemeinde zum Landkreis München. Nach 1945 fanden zahlreiche Vertriebene aus den deutschen Ostgebieten in Garching und Hochbrück eine neue Heimat. 1957 erfolgte die Inbetriebnahme des Forschungsreaktors München („Atomei“), des ersten deutschen Forschungsreaktors, in Garching. 1977 wurde mit der Errichtung eines neuen Ortszentrums begonnen, in dem 1988 das neue Rathaus nach den Plänen von Eberhard Schunck gebaut wurde. Am 14. September 1990 wurde der Ort zur Stadt erhoben. Fünf Jahre später erfolgte mit der Inbetriebnahme der Verlängerung der Linie U6 nach Garching-Hochbrück der Anschluss an das Münchner U-Bahn-Netz. Am 21. November 1997 beschloss der Stadtrat, Garching als „Universitätsstadt“ zu bezeichnen. Der Forschungsreaktor München wurde am 28. Juli 2000 um 10:30 Uhr abgeschaltet. Er wurde 2004 durch die benachbart liegende Forschungs-Neutronenquelle Heinz Maier-Leibnitz (Forschungsreaktor München II) ersetzt. Zum 14. Oktober 2006 wurden mit der Verlängerung der U-Bahn-Linie U6 die zwei neuen U-Bahnhöfe Garching und Garching-Forschungszentrum in Betrieb genommen.

### Einwohnerstatistik
Bis zum Ende des Zweiten Weltkrieges war Garching ein Dorf mit weniger als 2000 Einwohnern (1925: 850 Einwohner, 1939: 1465 Einwohner). Die starke Zunahme der Einwohnerzahl in der Nachkriegszeit kam hauptsächlich durch die Ansiedlung von Vertriebenen aus den ehemals deutschen Ostgebieten, insbesondere Sudetendeutschen, die Ansiedlung zahlreicher Industriebetriebe in Hochbrück und den Ausbau des Forschungsgeländes und der Technischen Universität nordöstlich von Garching mit heute mehr als 10.000 Beschäftigten und Studenten zustande.
Zwischen 1988 und 2018 wuchs die Stadt von 11.964 auf 17.711 um 5.747 Einwohner bzw. um 48 %. Jeder Vierte (26 %) ist Ausländer.

### Konfessionsstatistik
Gemäß dem Zensus 2011 waren 15,8 % der Einwohner evangelisch, 39,2 % römisch-katholisch und 45,0 % waren konfessionslos, gehörten einer anderen Religionsgemeinschaft an oder machten keine Angabe. Zum 31. Dezember 2019 lebten in Garching 20.322 Menschen, von denen 2.397 (11,8 %) evangelisch, 6.751 (33,2 %) römisch-katholisch und 11.174 (55,0 %) konfessionslos oder einer anderen Religionsgemeinschaft angehörig waren.

## Politik

### Stadtrat
Der aus 24 Mitgliedern bestehende Stadtrat wurde zuletzt bei den Kommunalwahlen in Bayern am 15. März 2020 gewählt (zum Vergleich die Ergebnisse von 2014).
| Partei/Gruppierung              | Sitze | G/V  | Stimmenanteil | G/V %p |
| ------------------------------- | ----- | ---- | ------------- | ------ |
| CSU                             | 7     | ± 0  | 28,4 %        | − 2,9  |
| SPD                             | 6     | ± 0* | 24,1 %        | − 4,2  |
| Grüne                           | 4     | ± 0* | 18,4 %        | + 5,9  |
| FW/Unabhängige Garchinger       | 4     | + 1  | 14,7 %        | + 1,7  |
| Bürger für Garching             | 2     | − 1  | 09,8 %        | − 2,7  |
| FDP                             | 1     | ± 0  | 04,7 %        | + 2,3  |
| Wahlbeteiligung: 54,7 % (+ 3,4) |       |      |               |        |

* ab 2015, davor SPD 7, Grüne 3 Sitze; der Stadtrat Werner Landmann wechselte im Jahr 2015 von der SPD zur Fraktion Bündnis 90/Die Grünen
Erster Bürgermeister ist Dietmar Gruchmann (SPD).

### Bürgermeister
- 1946–1952: Max Hagn (CSU)
- 1952–1972: Josef Amon
- 1972–2002: Helmut Karl (SPD)
- 2002–2008: Manfred Solbrig (SPD)
- 2008–2014: Hannelore Gabor (CSU)
- 2014–heute: Dietmar Gruchmann (SPD)

### Wappen
| Wappen von Garching bei München | Blasonierung: „Geteilt von Silber und Blau; oben zwischen zwei grünen Krüppelkiefern ein rotes Wagenrad, unten über niedrigem, durchgehenden silbernen Gebäude eine silberne Reaktorkuppel.“ |
| Wappen von Garching bei München | Wappenbegründung: Das Rad, Attribut der heiligen Katharina, verweist auf das Kirchenpatrozinium der alten, seit dem 16. Jahrhundert nachweisbaren Garchinger Pfarrkirche, die früher Mittelpunkt der ländlich geprägten Gemeinde war. Das Rad symbolisiert zugleich die Lage an der seit Jahrhunderten viel befahrenen Straße von Freising nach München. Garching war ein wichtiger Rastplatz für die Fuhrleute und hatte auch eine Posthalterei. Die zwei Krüppelkiefern stehen für die Garchinger Heide, eine botanisch und pflanzenökologisch interessante Landschaft der nördlichen Münchner Schotterebene. In der zweiten Hälfte des 20. Jahrhunderts erlangte Garching Berühmtheit durch den 1957 in Betrieb genommenen Forschungsreaktor der Technischen Universität München, das sogenannte Atomei, das auf besonderen Wunsch des Gemeinderats auch Eingang in das Gemeindewappen fand. Bedeutende wissenschaftliche Einrichtungen ließen sich in Garching nieder. Die Feldtingierung in Silber und Blau nimmt die bayerischen Landesfarben auf. Dieses Wappen wird seit 1967 geführt. |

### Städtepartnerschaft
Es werden Partnerschaften mit der norwegischen Gemeinde Lørenskog (seit 1974) und mit der sächsischen Stadt Radeberg (seit 1995) unterhalten.

### NordAllianz
Die Gemeinde ist Mitglied in der NordAllianz – Metropolregion München Nord.

## Kultur und Sehenswürdigkeiten

### Kultur
In Garching gibt es ein umfangreiches Kulturangebot des städtischen Kulturreferates, der Stadtbücherei, der Volkshochschule, der städtischen Musikschule sowie zahlreicher kulturschaffender Vereine mit unterschiedlichsten Theateraufführungen, Konzerten und anderen Veranstaltungen. Die meisten Veranstaltungen finden im Bürgerhaus oder im Theater im Römerhof statt.
Im März 2023 wurde ein neues Sozial- und Bildungszentrum in der Telschowstraße 4 eröffnet. Es wurde von der Baugenossenschaft Ober- und Unterschleißheim errichtet, von der die Gemeinde es an die Nachbarschaftshilfe, Volkshochschule und andere Betreiber weitervermietet. Das Gebäude zeichnet sich durch zwei markante Türme in der Mitte und im Süden aus.

### Baudenkmäler und Kirchen
- Alte Pfarrkirche St. Katharina

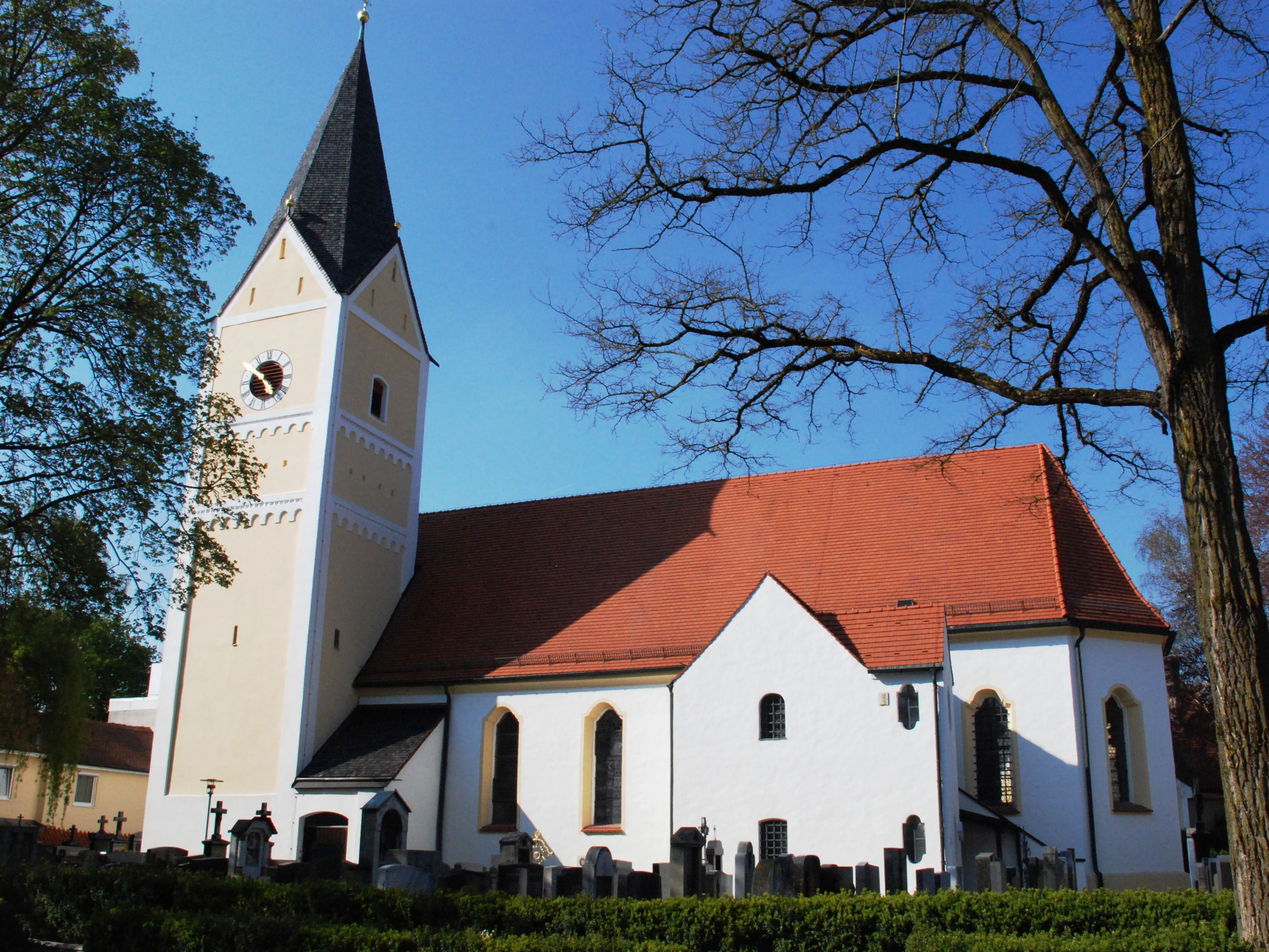
Alte Pfarrkirche St. Katharina

- Katholische Pfarrkirche St. Severin
- Wasserturm Garching
- Wasserturm Hochbrück

### Sport
Am Garchinger See befindet sich ein Sportgelände mit dem „Stadion am See“, einem Leichtathletikstadion (4 × 400 m Tartanbahn), zusätzlichen Fußballplätzen sowie einer Tennisanlage mit 13 Tennisplätzen im Freien und 4 Hallentennisplätzen. Des Weiteren gibt es hier eine Skateranlage und einen Beachvolleyballplatz.
Im Stadion am See trägt der VfR Garching seine Heimspiele in der Regionalliga Bayern aus.
Etwa 700 Meter Luftlinie weiter südlich befindet sich eine weitere Sportanlage mit einer im Jahr 2011 eröffneten Dreifachturnhalle mit einem 60 m Sprinttunnel (Tartanbelag), Kraftraum, Kletterturm sowie zwei Gymnastikräumen. Des Weiteren befinden sich hier einige Fußballplätze, ein Baseballfeld und weitere Beachvolleyballplätze. Die lokalen Sportvereine benutzen auch die Sporthallen der Garchinger Schulen.
Am Südwestrand des Gemeindeteils Hochbrück wurde für die Olympischen Sommerspiele 1972 die Olympia-Schießanlage errichtet, die auch heute noch vom Bayerischen Sportschützenbund zu Übungs- und Wettkampfzwecken benutzt wird.
2021 bewarb sich die Stadt als Host Town für die Gestaltung eines viertägigen Programms für eine internationale Delegation der Special Olympics World Summer Games 2023 in Berlin. 2022 wurde sie als Gastgeberin für Special Olympics Neuseeland ausgewählt. Damit wurde sie Teil des größten kommunalen Inklusionsprojekts in der Geschichte der Bundesrepublik mit mehr als 200 Host Towns. Die Delegation bestand aus 63 Personen.

### Natur

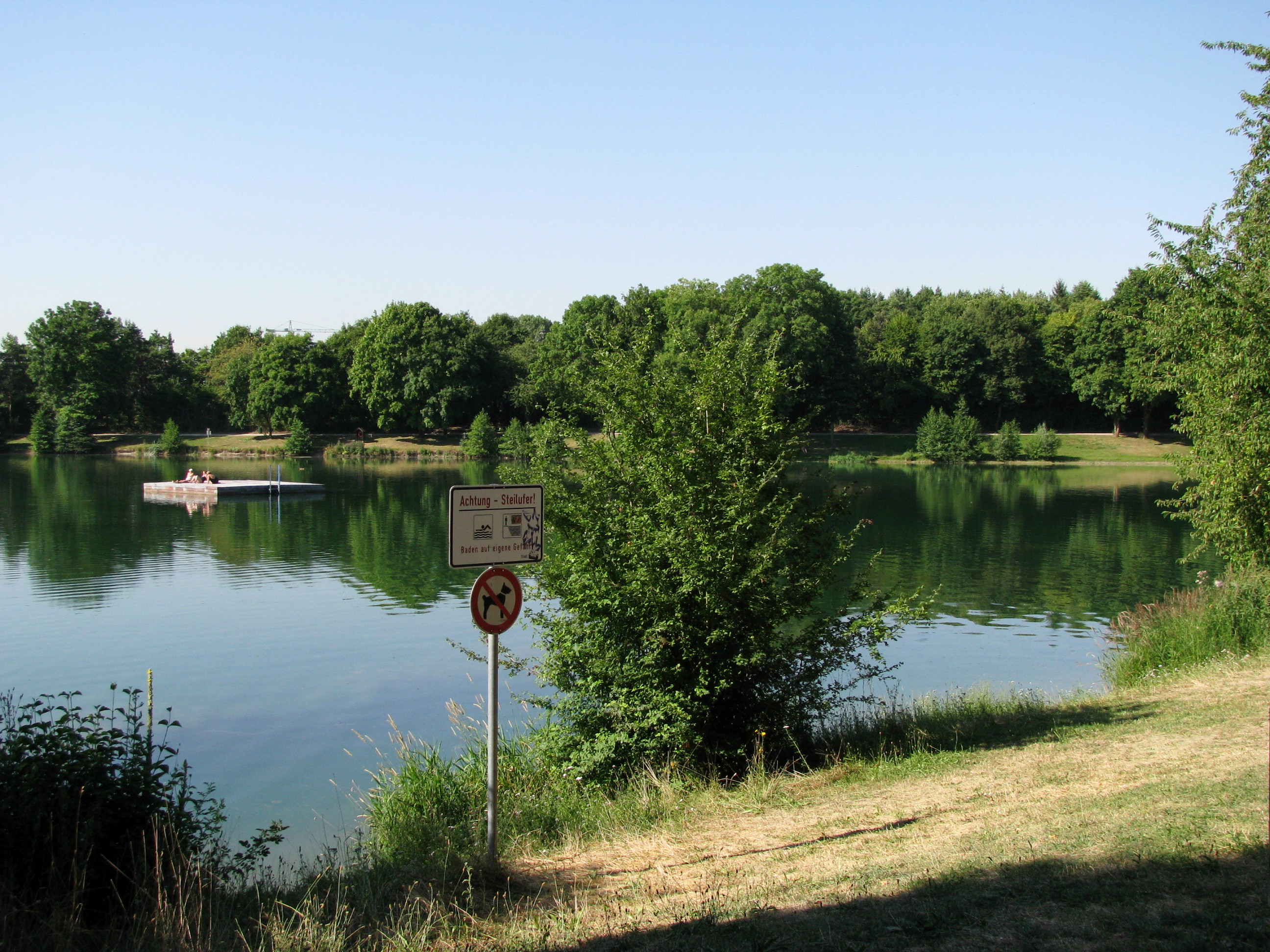
Garchinger See

Etwa einen Kilometer nordwestlich von Garching liegt das Erholungsgebiet Garchinger See mit Bademöglichkeit, Liegewiesen, Grillplatz und verschiedenen Sportanlagen. Am Garchinger See befindet sich auch eine Wachstation des DLRG-Ortsverbandes München-Oberföhring, die an den Wochenenden in der Badesaison besetzt ist.
Rings um den bebauten Kern von Garching befinden sich ausgedehnte abwechslungsreiche Wald- und Heideflächen (Isarauen, Fröttmaninger Heide, Mallertshofer Holz, Garchinger Heide, Echinger Lohe), von denen einige als Naturschutzgebiet eingestuft sind. Die Stadt ist Mitglied im Heideflächenverein, der die charakteristische Heidelandschaft im Münchener Norden sichern soll.
Am östlichen Stadtrand befindet sich der „Mühlenpark“, wo auf dem Gelände einer ehemaligen Wassermühle ein Biergarten angelegt wurde. In unmittelbarer Nähe befinden sich ein ausgedehnter öffentlicher Obstgarten und ein Waldlehrpfad entlang der Isarauen.

### Regelmäßige Veranstaltungen
Jedes Jahr in der Woche vor dem zweiten Sonntag im Juli findet die „Garchinger Bürgerwoche“ statt. Während der Woche gibt es verschiedene kulturelle, sportliche oder gesellschaftliche Veranstaltungen. Zum Ende der Bürgerwoche findet ein dreitägiges Straßenfest rund um das Garchinger Zentrum statt. Der beliebte Festumzug durch Garching, auf dem sich Garchinger Vereine und Institutionen der Bevölkerung fantasievoll präsentieren konnten, fand 2010 nicht statt, da die Stadt keinen geeigneten Festplatz zur Verfügung stellen konnte. Der Versuch der Verwaltung, den Festumzug endgültig zu streichen, scheiterte am Veto des Stadtrats, der am 22. Februar 2011 geschlossen gegen die Bürgermeisterin für die Beibehaltung des Festumzugs stimmte.
An einigen Adventswochenenden findet auf dem Bürgerplatz ein Christkindlmarkt statt, der von einem Kunsthandwerkermarkt im Bürgerhaus begleitet wird.
Alle zwei Jahre werden in der Fußgängerzone und im Bürgerhaus die „Garchinger Herbsttage“ ausgerichtet, eine Gewerbeschau gepaart mit einem Unterhaltungsprogramm.
Am vorletzten Juli-Wochenende findet traditionsgemäß das Fischerfest am Garchinger See statt (Ausrichter: Fischereiverein Garching e. V.).
Jeden Mittwochnachmittag wird auf dem Maibaumplatz ein Wochenmarkt abgehalten. Samstagvormittags findet auf dem Rathausplatz ein Bauernmarkt mit heimischen Erzeugnissen statt, der häufig von besonderen Aktionen begleitet wird.

## Wirtschaft und Infrastruktur

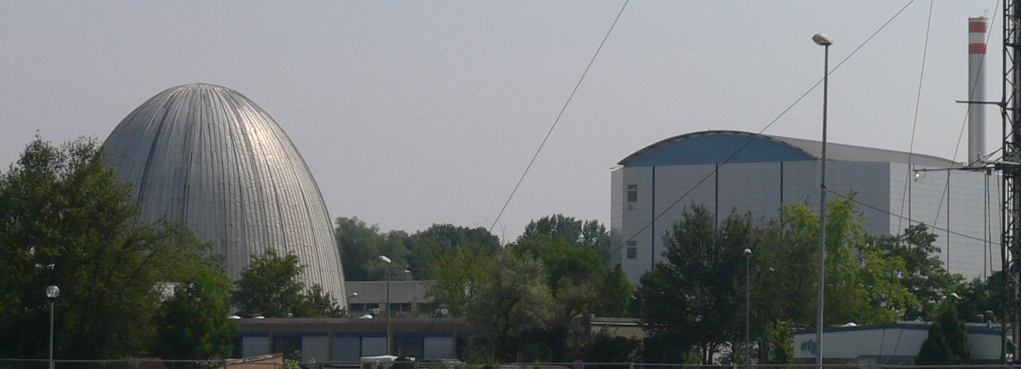
Atomei (FRM I) und FRM II (im Hintergrund)

Bis zur Mitte des 20. Jahrhunderts war Garching ein von Landwirtschaft geprägtes Dorf ohne nennenswerte Gewerbebetriebe.
Nach dem Ende des Zweiten Weltkrieges entstand im Ortsteil Hochbrück im Westen von Garching ein Gewerbegebiet, dessen Keimzelle die Heidenheimer Firma Voith bildete. Inzwischen sind hier zahlreiche Industriebetriebe angesiedelt, z. B. Zeppelin Baumaschinen, Suss Microtec, Hisense Gorenje Germany und BMW.
Im Nordosten der Stadt entwickelte sich seit den 1950er Jahren rund um den ersten deutschen Forschungsreaktor ein Campus mit zahlreichen universitären und privatwirtschaftlichen Instituten. Hier entsteht aktuell auch eine Hyperloop-Teststrecke.
An der Ingolstädter Landstr. 102 befindet sich in der Christoph-Probst-Kaserne das Zentrale Institut des Sanitätsdienstes der Bundeswehr München.

## Schulen und Bildungseinrichtungen

### Schulen
- Grundschule West
- Grundschule Ost
- Grundschule Hochbrück
- Max-Mannheimer-Mittelschule Garching[25]
- Werner-Heisenberg-Gymnasium Garching (WHG)

### Andere Bildungseinrichtungen
- Musikschule
- Volkshochschule im Norden des Landkreises München e. V.

## Universitäten und Forschungseinrichtungen

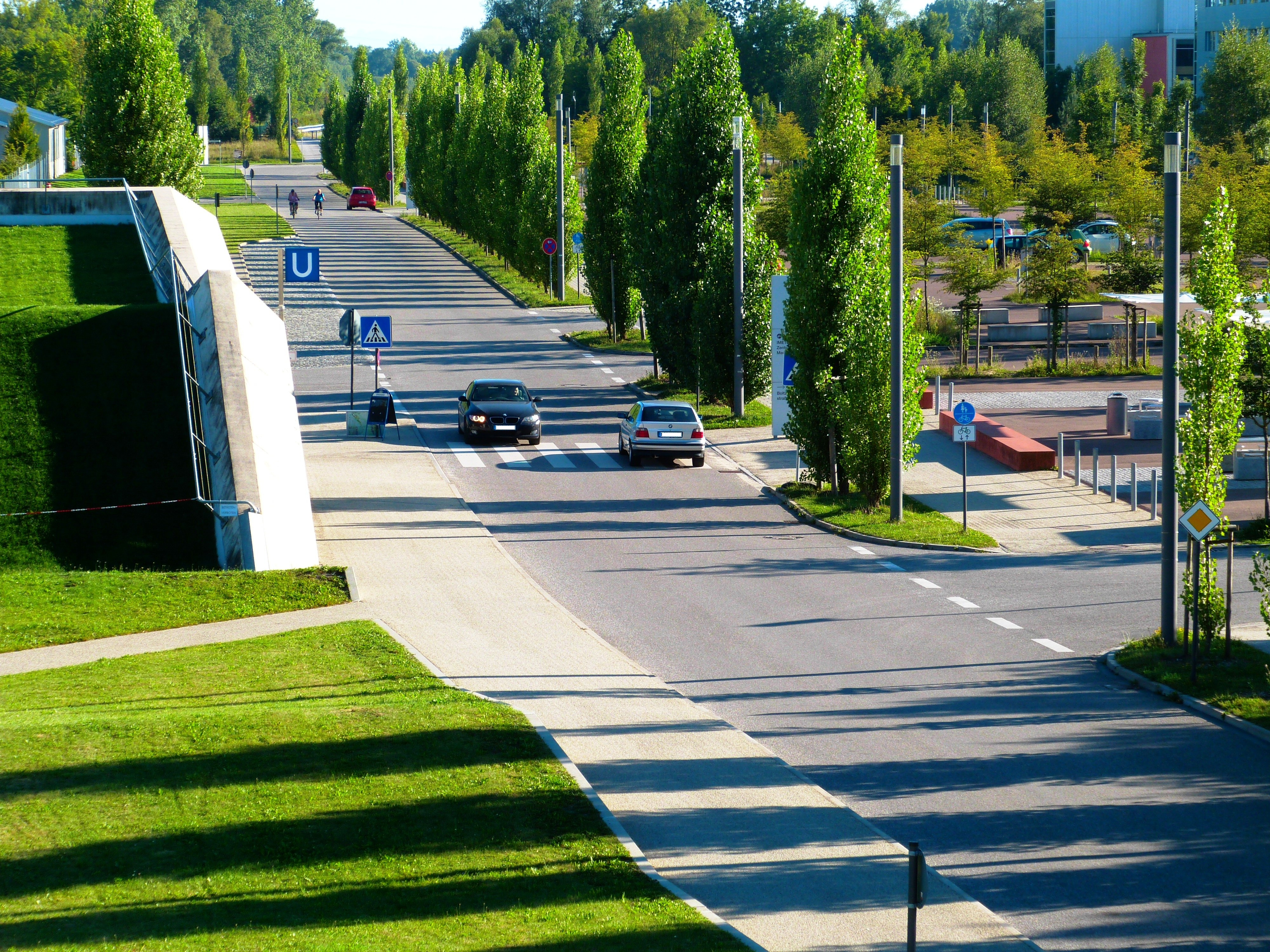
Garching Forschungszentrum

Im Nordosten Garchings befindet sich der Ortsteil Hochschul- und Forschungszentrum, in dem viele universitäre und außeruniversitäre Forschungseinrichtungen angesiedelt sind. Zurzeit sind auf dem Forschungsgelände etwa 13.000 Studenten und 6.000 Angestellte beschäftigt. Atmosphärisch zeichnet sich der Campus durch die Isolation der einzelnen Fakultätsgebäude, den Mangel an Einkaufsgelegenheiten und die Nutzung des Innenbereichs als Pendlerparkplatz aus.

## Verkehr

### Straßenverkehr
Die Staatsstraße 2350 (ehemals Bundesstraße 11) durchquert das Stadtgebiet in Nord-Süd-Richtung, die Bundesstraße 471 in Ost-West-Richtung. Zusätzlich tangiert die Bundesstraße 13 Garching im Westen. Seit November 2006 besteht eine kommunale Umgehungsstraße, die von der St 2350 im Norden Garchings nach Garching-Hochbrück führt.
Seit dem 12. Dezember 2021 ist Garching auch mit der Linie  X201 und  X202 an den ExpressBus-Ring des MVV angeschlossen, im Dezember 2023 kam die Expressbuslinie  X205 hinzu. Damit ist es möglich, zum Beispiel bei Störungen auf andere S-Bahnäste zu wechseln.
Die Bundesautobahn 9 (Berlin–Nürnberg–München) verläuft in wenigen hundert Meter Abstand parallel zur St 2350 und begrenzt die Stadtentwicklung in Richtung Westen. Etwa 1980 wurde die Anschlussstelle Garching/Nord eröffnet, um die Stadt vom Durchgangsverkehr zu den Forschungsinstituten zu entlasten. 1992 wurde die Bundesstraße 471 einschließlich der Anschlussstelle Garching/Süd von der Wohnbebauung weg weiter nach Süden verlegt.
Garching ist bayernweit aus den Verkehrsnachrichten bekannt: Der morgendliche Pendlerstau auf der A 9 erstreckt sich typischerweise vom Frankfurter Ring in München bis nach Garching. Der Stauatlas der DIHK von 2009 verzeichnet die Abschnitte Garching-Süd—Kreuz München-Nord sowie Garching-Nord—Garching-Süd als die am stärksten bzw. drittstärksten belasteten Strecken in Bayern, mit einer Überschreitung der durchschnittlichen täglichen Verkehrsdichte von mehr als 40 %. Zur Entlastung wurden an mehreren Stationen der U6 Park&Ride-Möglichkeiten geschaffen: neben dem Großparkhaus in Fröttmaning und großen Parkplätzen in Garching-Hochbrück in begrenztem Umfang auch auf dem Forschungs- und Hochschulcampus.

### Eisenbahn
Garching ist die einzige Nachbarstadt Münchens, die keinen direkten Eisenbahnanschluss hat (es gibt lediglich ein Industriegleis im Westen des Gewerbegebiets Hochbrück). Der nächste Bahnhof befindet sich in der Nachbargemeinde Ismaning an der Bahnstrecke München Ost–München Flughafen (Kursbuchstrecke 999.8), die von der Linie S8 der Münchner S-Bahn (Herrsching–München–Ismaning–Flughafen) befahren wird. Das ist auch einer der Gründe, weshalb man sich entschloss, die Linie U6 der Münchner U-Bahn nach Garching zu verlängern.

### Nahverkehr
Garching ist in das Tarifsystem des Münchner Verkehrs- und Tarifverbundes integriert. Der ÖPNV in Garching wird hauptsächlich von der U-Bahn-Linie U6 (Klinikum Großhadern – Harras – Marienplatz – Münchner Freiheit – Fröttmaning – Garching-Hochbrück – Garching-Forschungszentrum) getragen, die seit dem 14. Oktober 2006 von Garching-Hochbrück über die Garchinger Stadtmitte zum Forschungszentrum im Nordosten der Stadt verkehrt. Somit ist Garching die kleinste Stadt Deutschlands, die über einen U-Bahn-Anschluss verfügt. Der Bau der U-Bahn in Garching geht im Wesentlichen darauf zurück, dass Garching im Gegensatz zu den meisten anderen Nachbarorten Münchens keinen S-Bahnanschluss hat. Außerdem war der steigende Verkehr zum Garchinger Forschungszentrum durch Omnibuslinien auf Dauer nicht mehr zu leisten.
In einer Machbarkeitsstudie untersuchte die MVG eine Verlängerung der Münchner U-Bahn-Linie U6 vom derzeitigen Endhaltepunkt Garching-Forschungszentrum zum Neufahrner S-Bahnhof. Während die Studie den Erwartungen entsprechend aufzeigte, dass diese Planungen keinen Ersatz für eine Schnellbahn- bzw. Express-S-Bahn-Verbindung zwischen dem Münchner Hauptbahnhof und dem Flughafen darstellt, kam sie doch zu dem Ergebnis, dass die Vernetzung von U6 und S1 viele Vorteile bringen würde. So wurde neben den Fahrzeitgewinnen zum Flughafen von allen Haltestellen nördlich der U6-Haltestelle Universität vor allem die Erreichbarkeit der Allianz Arena vom Flughafen aus und die Verbindung der Standorte Garching und Freising-Weihenstephan der TU München hervorgehoben.
Weiterhin ist die Stadt durch zahlreiche Omnibuslinien gut erschlossen. Neben der Garchinger Stadtbuslinie 290 verkehren einige Regionalbuslinien, die Verbindungen zu den Nachbarorten herstellen:
- X201: Garching-Forschungszentrum – Garching-Hochbrück – Oberschleißheim – Dachau
- X202: Unterschleißheim – Garching-Hochbrück – Ismaning – Haar
- X205: Arabellapark – Unterföhring – Ismaning – Garching-Forschungszentrum
- X660: Freising, Weihenstephan – Garching-Forschungszentrum
- 219: Garching-Hochbrück – Unterschleißheim
- 230: Garching-Forschungszentrum – Garching – Ismaning
- 290: Garching, Untere Straßäcker – Garching-Hochbrück – Hochbrück
- 292: Garching-Forschungszentrum – Garching – Garching-Hochbrück – Oberschleißheim – Sonnenstr.
- 293: Garching – Dirnismaning
- 294: Garching-Hochbrück – Neuherberg – Am Hart
- 690: Garching-Forschungszentrum – Neufahrn – Eching
- 695: Garching-Hochbrück – Eching – Kirchdorf a. d. Amper

Ab 2019 sollte der Münchner Radschnellweg zwischen München und Garching bzw. Unterschleißheim gebaut werden. Tatsächlich fanden die ersten Bauarbeiten 2022 (Stadt München) bzw. 2023 (Stadt Garching) statt.
2024 wurde die 3 km lange Teilstrecke entlang des Garchinger Stadtteils Hochbrück offiziell eröffnet. Dies ist der erste und bisher einzige Radschnellweg Bayerns.

## Sonstiges
Nach der Stadt ist der Asteroid des Hauptgürtels (365159) Garching benannt.

## Persönlichkeiten
- Rupert Angermair (1899–1966), katholischer Moraltheologe
- Albert Probst (1931–2015), Politiker (CSU)
- Gottfried Kustermann (1943–2023), Sportschütze